# Acrolyta flagellator
Acrolyta flagellator là một loài tò vò trong họ Ichneumonidae.